# 로버트 도너

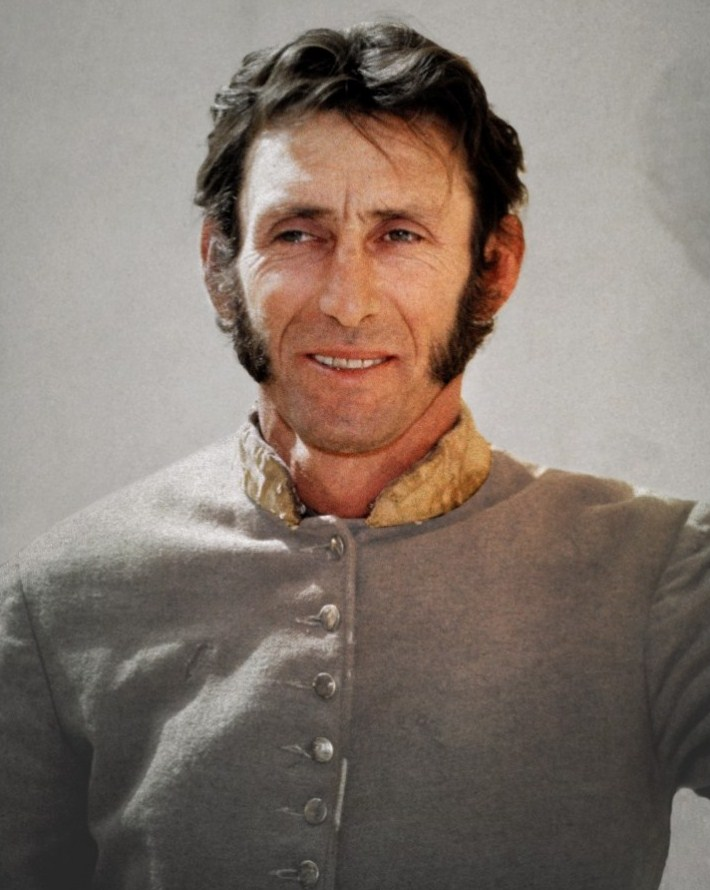

로버트 도너(Robert Donner, 1931년 4월 27일 ~ 2006년 6월 8일)는 미국의 텔레비전 배우, 영화배우, 배우이다.
뉴욕에서 태어났으며 셔먼오크스에서 사망하였다. 사인은 심근 경색이다.

## 영화
- 가면 뒤의 미소 (1992년)
- 쿼터메인2 (1987년) - 스워마 역
- 히스테리컬 (1983년)
- 더 폴 가이 (1981년)
- 무지개 아래 (1981년)
- 불타는 서부 - 78년 시리즈 (1978년)
- 두 얼굴의 사나이 - 시리즈 (1978년)
- 지옥의 사막 (1977년)
- 리벤지 게임 (1976년)
- 총알을 물어라 (1975년)
- 6백만 달러의 사나이 - TV 시리즈 (1974년)
- 평원의 무법자 (1973년)
- 월튼네 사람들 (1972년)
- 풀스 퍼레이드 (1971년)
- 배니싱 포인트 (1971년)
- 황금의 꿈 (1971년)
- 위험한 지혜 (1970년)
- 리오 로보 (1970년)
- 철인들 (1969년)
- 제12순찰대 (1968년)
- 스키두 (1968년)
- 캐넌 목장 (1967년)
- 엘도라도 (1967년)
- 레드 라인 7000 (1965년)
- 리버티 벨런스를 쏜 사나이 (1962년)
- 보난자 (1959년)
- 리오 브라보 (1959년)
- 딜론 보안관 (1955년)
- 디즈니랜드 (1954년) - 버튼 역